# Galeria de Arte Axel Ebbe

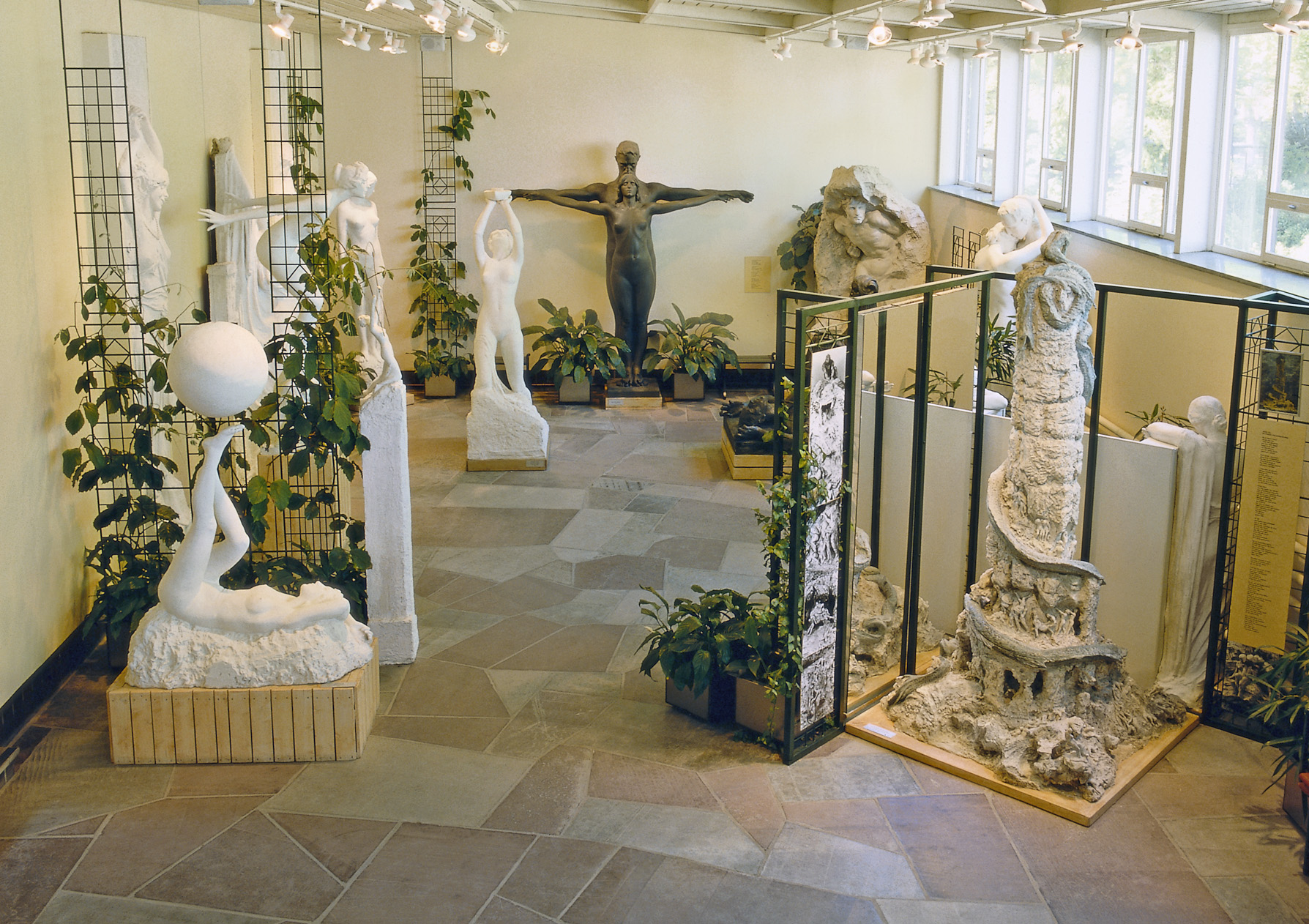
Interior da galeria

Galeria de Arte Axel Ebbe (em sueco: Axel Ebbes Konsthall) se localiza na cidade de Treleburgo, no sul da Suécia, e pertence ao conjunto de museus locais. O escultor e escritor Axel Ebbe doou sua obra à cidade em 1933, que erigiu a galeria em 1935.  A galeria foi projetada pelo então arquiteto da cidade de Malmo, Carl-Axel Stoltz. A construção foi financiada pelo Banco de Treleburgo. A galeria exibe esculturas, trabalhos gráficos e poesias do "artista filho da Planície Sul".

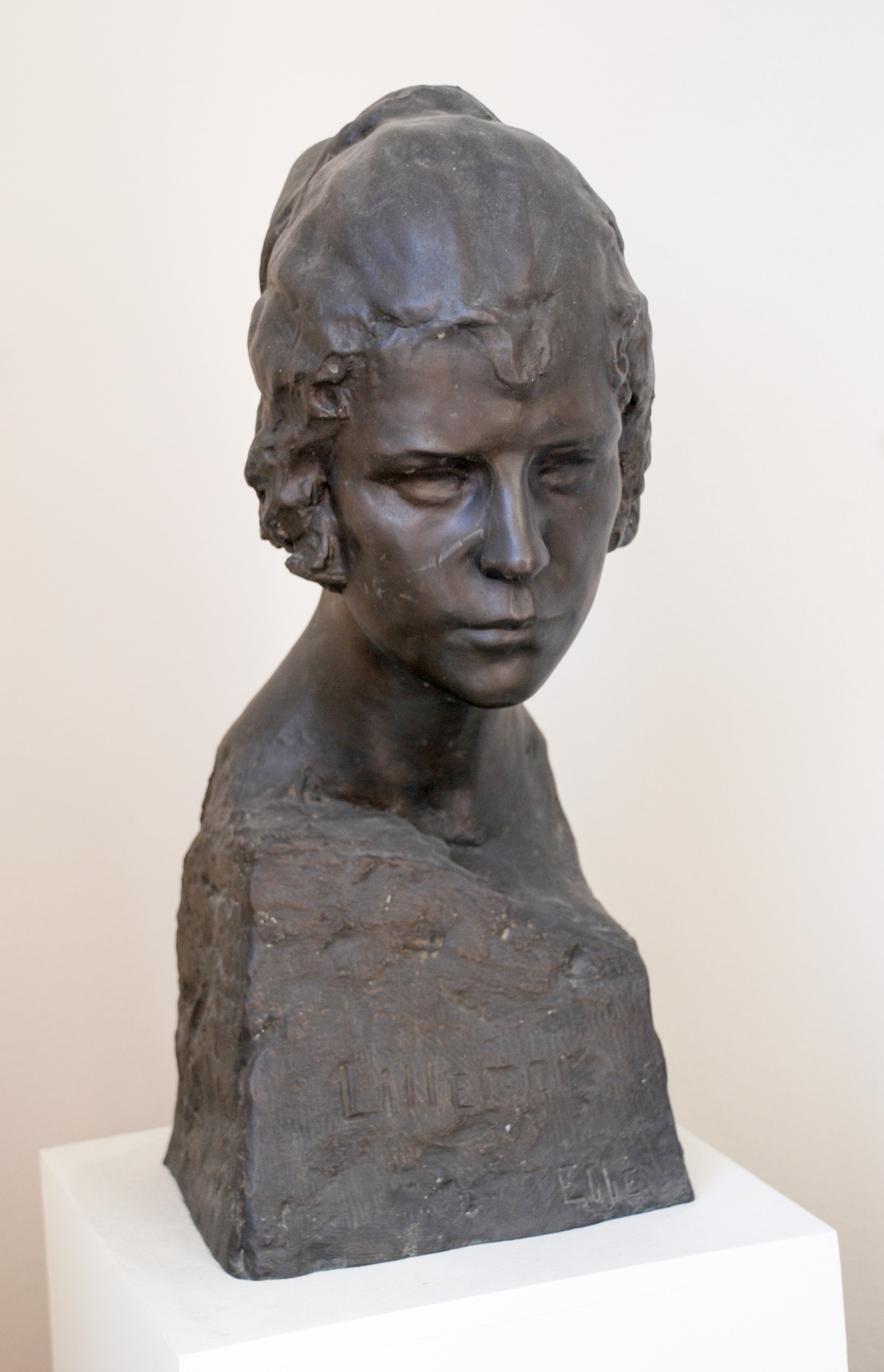
Lillemor, busto da terceira esposa de Axel Ebbe
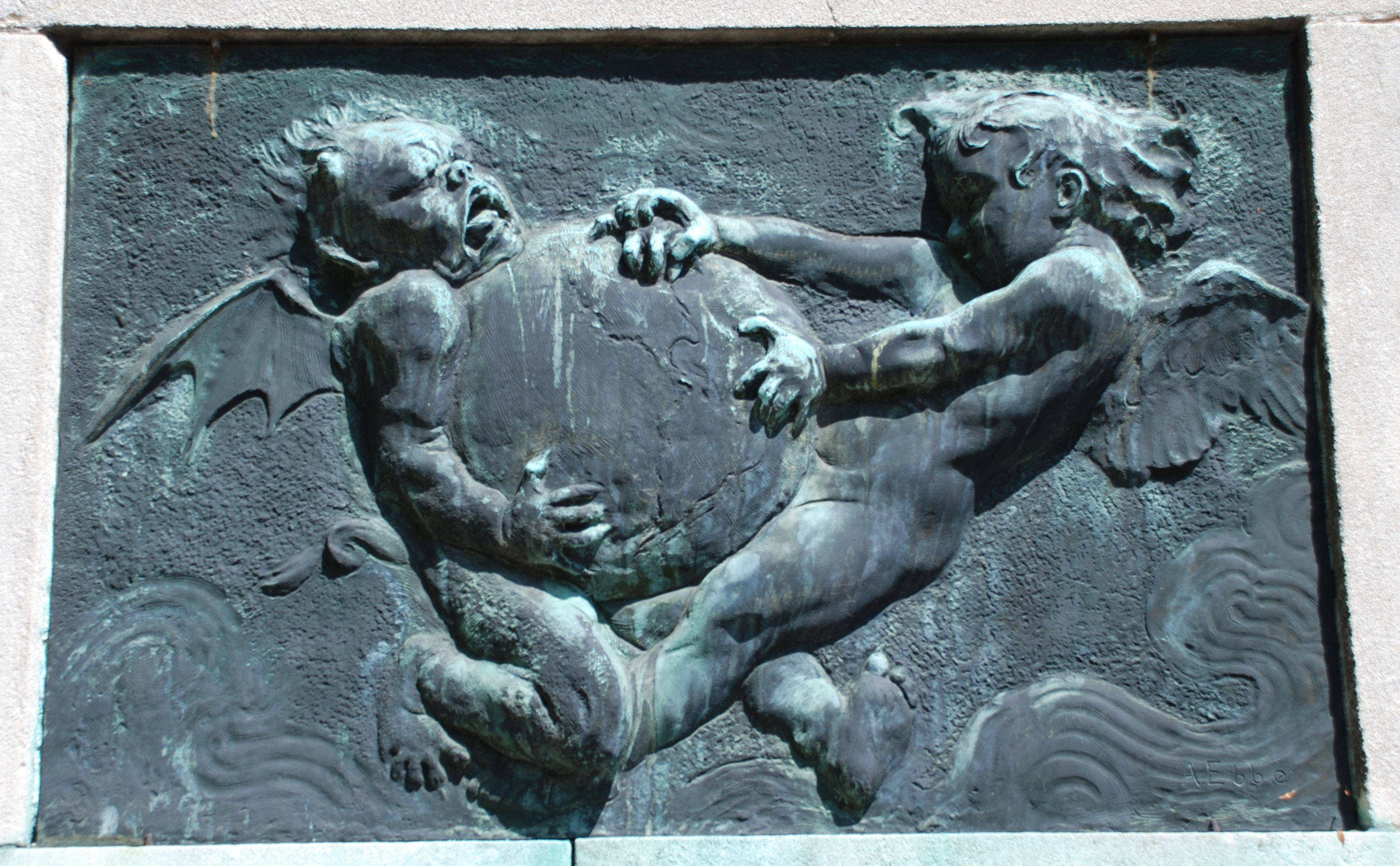
O brinquedo